# 극한탈출 9시간 9명 9의 문
《극한탈출 9시간 9명 9의 문》은 춘소프트가 제작한 비주얼 노블 어드벤처 게임이다. 《극한탈출》 시리즈의 첫 번째 작품으로, 닌텐도 DS용으로 개발돼 일본서 2009년 12월, 북미 지역에서 2010년 11월 출시됐다.
이야기의 무대는 침몰 직전의 한 외딴 선박으로, 납치된 9명의 사람들이 탈출하기 위해 사선을 넘나드는 '노너리 게임'을 하는 것으로 시작된다. 게임플레이는 두 가지 형태로 진행되는데, '탈출' 구간에선 플레이어가 퍼즐을 풀어 방탈출을 하는 것이 목표이며 '노블' 구간에선 플레이어가 이야기에 영향을 끼치는 선택지를 골라 여러 가지 결말들 중 하나로 나아간다.
이후 《극한탈출》 시리즈의 후속작 《극한탈출 ADV 착한 사람 사망입니다》가 2012년 출시됐으며, 두 번째이자 마지막 후속작 《제로 이스케이프: 시간의 딜레마》가 2016년 출시됐다. 2017년, 고해상도 그래픽 및 목소리 연기를 추가하고 《극한탈출 ADV 착한 사람 사망입니다》를 함께 수록한 강화판 및 합본 《제로 이스케이프: 더 노너리 게임스》가 플레이스테이션 4, 플레이스테이션 비타 및 마이크로소프트 윈도우로 출시됐다. 이후 2022년 엑스박스 원 이식판이 발매됐다.

## 평가
《극한탈출 9시간 9명 9의 문》은 리뷰 애그리게이터 웹사이트 메타크리틱에서 100점 만점에 82점을 받아 대체적으로 긍정적인 평가를 받았다.

## 참조

### 내용주
1. ↑  2017년 리마스터판 《더 노너리 게임스》 배급담당
2. ↑  일본어: 極限脱出 9時間9人9の扉
3. ↑  영어판 제목 《아홉 시간, 아홉 사람, 아홉 개의 문》(영어: Nine Hours, Nine Persons, Nine Doors)
4. ↑  영어: Zero Escape: The Nonary Games